# 伴野荘 (信濃国伊那郡)
伴野荘（とものしょう）は、信濃国伊那郡（現在の長野県下伊那郡豊丘村・松川町）にあった荘園。

## 概要
現在の豊丘村神稲に属する小字伴野を中心とした伊那山地西麓と天竜川に挟まれた南北に伸びた平地からなる。元の伊那郡伴野郷であった地域が荘園化したものと考えられている。
地名は、土着していた大伴氏のために本来「大伴郷」であったのが、大伴氏が平城天皇の諱に配慮して伴氏に改名したため、当地も「伴野郷」になったという。
元は上西門院を領家とする王家領で、『吾妻鏡』文治2年3月12日（1186年4月3日）条に後白河法皇から源頼朝に示された「関東御知行国々内乃具未済庄々注文」にその名が見られる。当時の地頭は小笠原長清と推定され、『吾妻鏡』文治2年9月27日（1186年11月4日）条では、滞納していた年貢の送り文が鎌倉の頼朝の元へ届けられた。その後の地頭の変遷は不明な点が多いが承久の乱以降に知久氏が地頭になり、嘉暦4年（1329年）に鎌倉幕府が作成した「諏訪社上社頭役下知状案」（守矢文書）によれば、北条氏流伊具氏・波多野氏が地頭を務めていた。その後、知久氏が巻き返して同地域の支配が確立されるが、戦国時代には甲斐国の武田氏の支配下に入り、荘園は解体され、国衆領の「知久領」と御料の「南山領」に纏められた。